# 福原路草
福原 路草（ふくはら ろそう、1892年 - 1946年9月29日）は、第二次世界大戦前から戦後にかけて活躍した日本の写真家で本名は「信辰」。おおむね作品は、芸術写真（ピクトリアリスム）に分類され、人物写真よりも風景写真を得意とした。
父・福原有信は資生堂創業者、兄・福原信三（三男）は初代社長で写真家。なお甥・福原義春（五男・信義の長男）は後年社長・会長となり、退任後は東京都写真美術館館長に就いた（のち名誉館長、2023年8月末に没）。
東京市京橋区（現・東京都中央区）銀座生まれで。1917年、慶應義塾大学文学部仏文科を卒業。1921年には、東京で、福原信三、大田黒元雄、掛札功、石田喜一郎らと｢寫眞藝術社｣を結成し、機関紙として月刊「寫眞藝術」を創刊した（1921年6月号から1923年9月号。関東大震災により休刊）。
1922年に滞欧し、ロンドンでは写真家エミール・オットー・ホッペ（1878-1972）のスタジオも訪れたという。かなりの数の写真作品を収集し日本に持ち帰った。1924年には「日本写真会」の結成にも参加した。戦後まもなく疎開先の長野県南安曇郡豊科町（現・安曇野市）で亡くなった。

## 作風、展覧会
福原路草の写真作品は、兄・信三のと比べ、総じて日本的な作品となっている。例えば、1940年撮影「奥日光」は、何もない空を背景に、縦長の画面で、葉がすっかり落ちて細い幹と枝だけになった木を2本撮影した作品などは、俳句的情感、または、侘び寂び、「空（くう）」といったものを示すような感じを醸し出している（下記の「日本のピクトリアリズム」展図録にも掲載）。
2000年代以降は、福原路草の個展が開催されてないが、福原信三との2人展、芸術写真を紹介するグループ展などでその作品が多く紹介されている。資生堂関係の展示施設（資生堂ギャラリーや資生堂アートハウス）でも作品が紹介されている。

### 関連文献
- 山田勝巳編著『写真家・福原信三の初心』資生堂、2005年6月。ISBN 978-4763005168

福原義春回想「伯父、信三と路草、そして父と」。著者は資生堂のPR誌「花椿」元編集長